# Ismail Elfath
Ismail Elfath ( em árabe: اسماعيل الفتح  ; Casablanca - 3 de março de 1982) é um árbitro de futebol americano nascido no Marrocos para a Professional Referee Organization . Ele é árbitro da Major League Soccer desde 2012 e árbitro listado pela FIFA desde 2016.

## Vida pregressa
Nascido no Marrocos, Elfath mudou-se para os Estados Unidos quando tinha dezoito anos.

## Carreira
Foi o primeiro quarto árbitro na MLS em 2011 e fez sua estreia como árbitro da MLS em 2012. Elfath tornou-se um oficial listado pela FIFA em 2016, foi o árbitro durante uma partida de agosto de 2016 entre o New York Red Bulls II e o Orlando City B, onde ocorreu a primeira revisão mundial do árbitro assistente de vídeo em campo enquanto o sistema estava sendo testado na USL, foi nomeado para arbitrar a Copa Ouro da CONCACAF 2019 nos Estados Unidos, após sua participação na Copa do Mundo Sub-20 da FIFA 2019.
Mais tarde naquele ano, Elfath assumiu o comando da semifinal da Copa do Mundo de Clubes da FIFA Qatar 2019, foi nomeado Árbitro do Ano da MLS pela primeira vez em sua carreira em 18 de novembro de 2020. Ele recebeu a homenagem pela segunda vez dois anos depois, em 14 de outubro de 2022.
Em julho de 2021, Elfath comandou três partidas nas Olimpíadas de Tóquio 2020, incluindo uma partida das quartas de final entre a nação anfitriã Japão e a Nova Zelândia.
Elfath foi escolhido como um dos dois árbitros da CONCACAF para a Copa Africana de Nações de 2021, realizada em Camarões, de 9 de janeiro a 6 de fevereiro de 2022.